# Гутьеррес, Карлос (1999)
Ка́рлос Гутье́ррес Эсте́фа (исп. Carlos Gutiérrez Estefa; родился 5 февраля 1999 года в Мехико, Мексика) — мексиканский футболист, полузащитник клуба УНАМ Пумас.

## Клубная карьера
Гутьеррес — воспитанник клуба УНАМ Пумас. 25 июля 2018 года в поединке Кубка Мексики против «Тампико Мадеро» Карлос дебютировал за основной состав. Летом 2019 года для получения игровой практики Гутьеррес был арендован «Атлетико Сан-Луис». 21 октября в матче против «Керетаро» он дебютировал в мексиканской Примере. По окончании аренды Гутьеррес вернулся в УНАМ Пумас. 17 января 2021 года в поединке против «Масатлана» Карлос забил свой первый гол за клуб.

## Международная карьера
В 2018 году в составе молодёжной сборной Мексики Гутьеррес принял участие в Молодёжном кубке КОНКАКАФ. На турнире он сыграл в матчах против Никарагуа, Ямайки, Арубы, Панамы, Сальвадора и США. В поединках против арубцев и никарагуан Карлос забил два гола.
В том же году Гутьеррес принял участие в молодёжном чемпионате мира в Польше. На турнире но сыграл в матче против команды Эквадора.